# Добряны (Тростянецкая сельская община)
Добря́ны (укр. Добряни) — село в Тростянецкой сельской общине Стрыйского района Львовской области Украины.
Население по переписи 2001 года составляло 366 человек. Занимает площадь 1,21 км². Почтовый индекс — 81610. Телефонный код — 3241.

## История
Село находится на северной окраине района. В древности принадлежало к так называемым королевщинам, поэтому здесь периодически проводились переписи имений (люстрации) для сбора налогов. В 1515 году село занимало 9 полей земли. Здесь существовала корчма и жернова, на которых крестьяне мололи свое зерно. Налог с корчмы и жерновов составлял всего 12 грошей в год.
Позже во времена правления Сигизмунда I (1506—1548) королевские прислужники пробовали увеличить барщину: они перемерили сельские земли и приказали работать по 2 дня в неделю от поля. Крестьяне были категорически против этого и в 1537 году им даже удалось каким-то образом добиться в королевской канцелярии подтверждения своей привилегии на восьмичасовую барщину, которую и выполняли к 1565 году.
Люстрация того же 1565 года указывает, что в селе проживало 68 крестьянских семей, семнадцать из которых были недавно размещены на помещичьих и пустующих землях. Уже в это время в селе было заметно имущественное расслоение крестьянства: пять семей имели по 10 гектаров земли, пять — по 7,5, тридцать три — по 5, четыре — по 2,5 гектара. Новые поселенцы были наделены полуклиновыми (10 га) наделами, за которые должны были отрабатывать по два дня барщины в неделю.
В селе была мельница на один камень и поместье. В поместье насчитывалось 53 головы крупного рогатого скота, 78 свиней, 120 штук птицы. Урожай поместья составил 1005 кип разного зерна (копа — 60 снопков). В основном сеяли рожь, овес, гречиху.
До нашего времени дошло две люстрации Добрян с 1570 года. Тогда село попытались еще раз перевести на отработки двухдневной барщины и поэтому администрация поместья силой заставляла крестьян осваивать новые земли, чтобы их наделы достигали 20 гектаров. К поместью принадлежало 90 гектаров, и чтобы обеспечить его рабочей силой, сюда заставляли ходить на барщину людей с Любян, Бродок, Дымивки.
Всей жизнью сельской общины руководил тивун. За свою службу он был освобожден от уплаты налогов. А представителем королевской власти в селе был староста, который и был хозяином поместья. Из всех налогов шестая часть шла ему.
Из налогового реестра 1603 г. узнаем, что в селе было уже немало бедняков; — 2 загородники и 20 кладовщиков. И те, и другие были безземельные.
Печальную картину хозяйственного положения села после серии татарских нападений подает люстрация 1628 г. С 17 полей обрабатывались только 5. В селе проживало всего 9 семей на пятигектарних наделах. Здесь же указывается, что в Добрянах собирали пошлину, сумма которого составляла 30 золотых в год (в 5 раз больше прибыли мельницы).